# Kalvarienberg Klosterlechfeld
Der Kalvarienberg Klosterlechfeld, der in der Gemeinde Klosterlechfeld in unmittelbarer Nähe der Kloster- und Wallfahrtskirche Maria Hilf liegt, wurde 1719 erbaut und steht heute unter Denkmalschutz. Initiator dieses wohl einzigartigen Kalvarienbergs war der Franziskaner-Pater Sebastian Höß.
Wie der Name Lechfeld schon sagt, ist hier das Land planeben. Anstelle eines Berges erdachte sich Höß einen runden zylinderförmigen Baukörper. Eine Ölbergszene und das Heilige Grab finden Platz in seinem Inneren. Außen führen zwei großzügige Treppen hinauf zur Plattform in 15 m Höhe. Darauf erheben sich drei ausdrucksvolle Kreuzesdarstellungen. Unter dem Kreuz Jesu stehen Maria und Johannes. Diese Kreuzigungsgruppe wurde von dem Bildhauer Christian Hörner geschaffen.
Die Inschrift über dem Eingang nennt die Eckdaten der Baugeschichte:
Erbaut von A.R.P. Seb. Höß 
 Renovirt  in den Jahren 1851–1852 
 Umgebaut i. Jahre 1880, v. A. Thormann, Civ.Ing. Augsburg 
 Erneuert 1977–1978 von den Bürgern des Lechfelds
Im Dehio-Handbuch findet sich eine abweichende Darstellung: „1853 nach Entwurf von August von Voit erbaut; 1880 verändert. Restaurierung 1978 f.“
Die ursprüngliche Rotunde von 1719 ist noch im Inneren des heutigen Baus erhalten. Dass kapellenartige Andachtsräume in den Golgatha-„Hügel“ integriert sind, findet sich auch andernorts, beispielsweise als Kerkerkapelle und Kreuzannagelungskapelle bei dem Kalvarienberg von Bad Tölz (dort etwas später angelegt).
Zur Gesamtanlage gehören außerdem Kreuzwegstationen.

## Ansichten

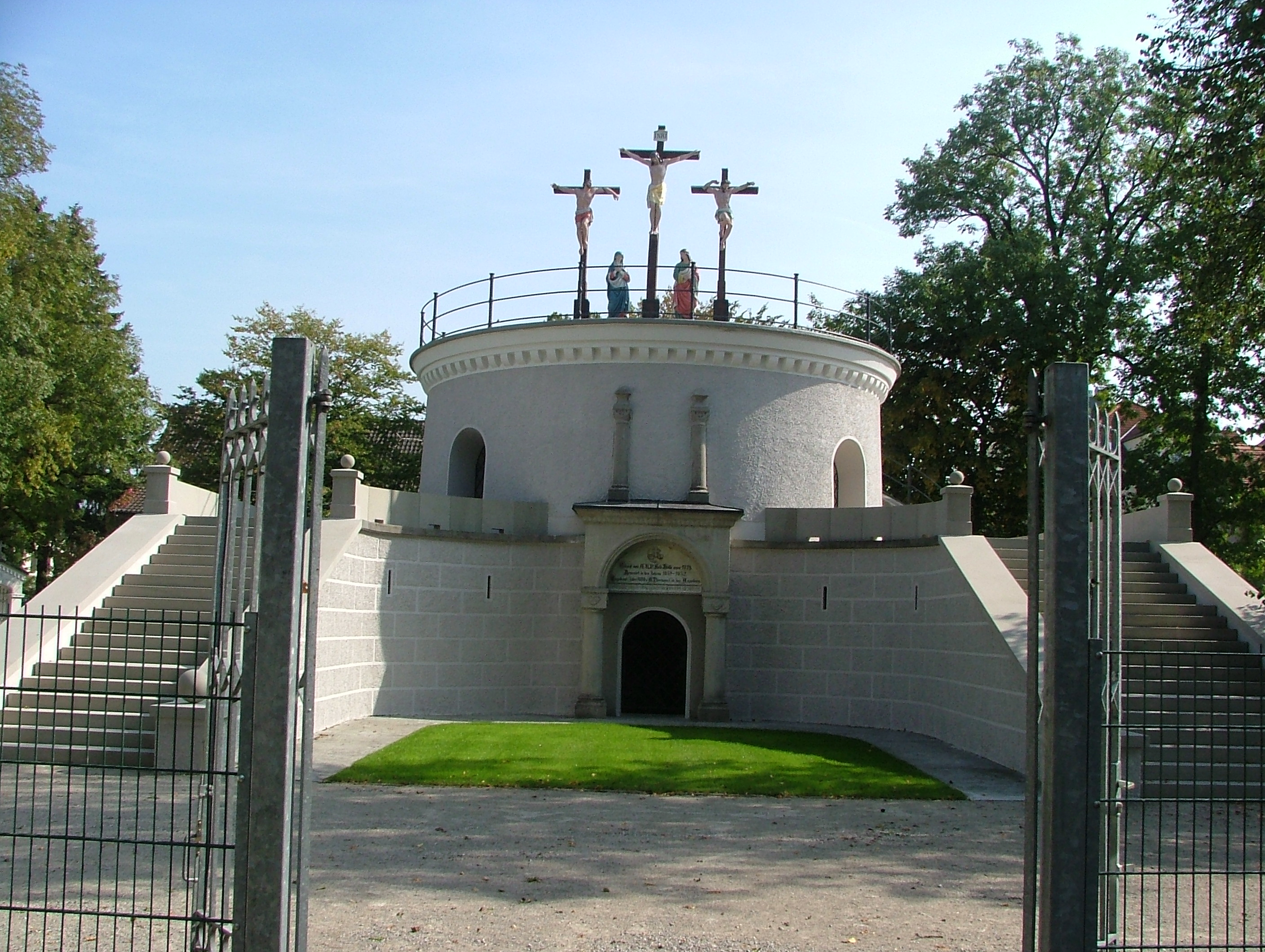
Klosterlechfeld
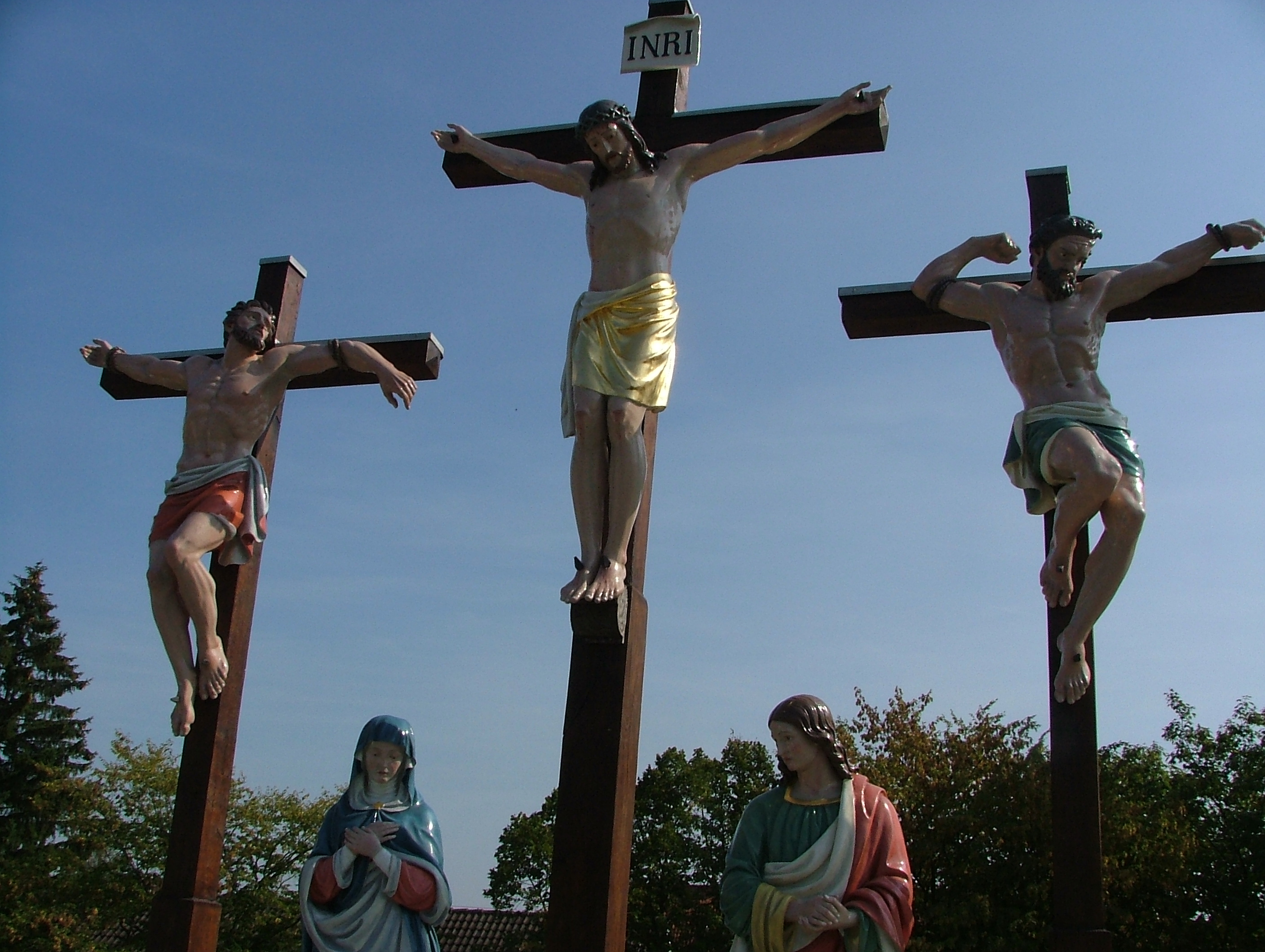
Golgatha
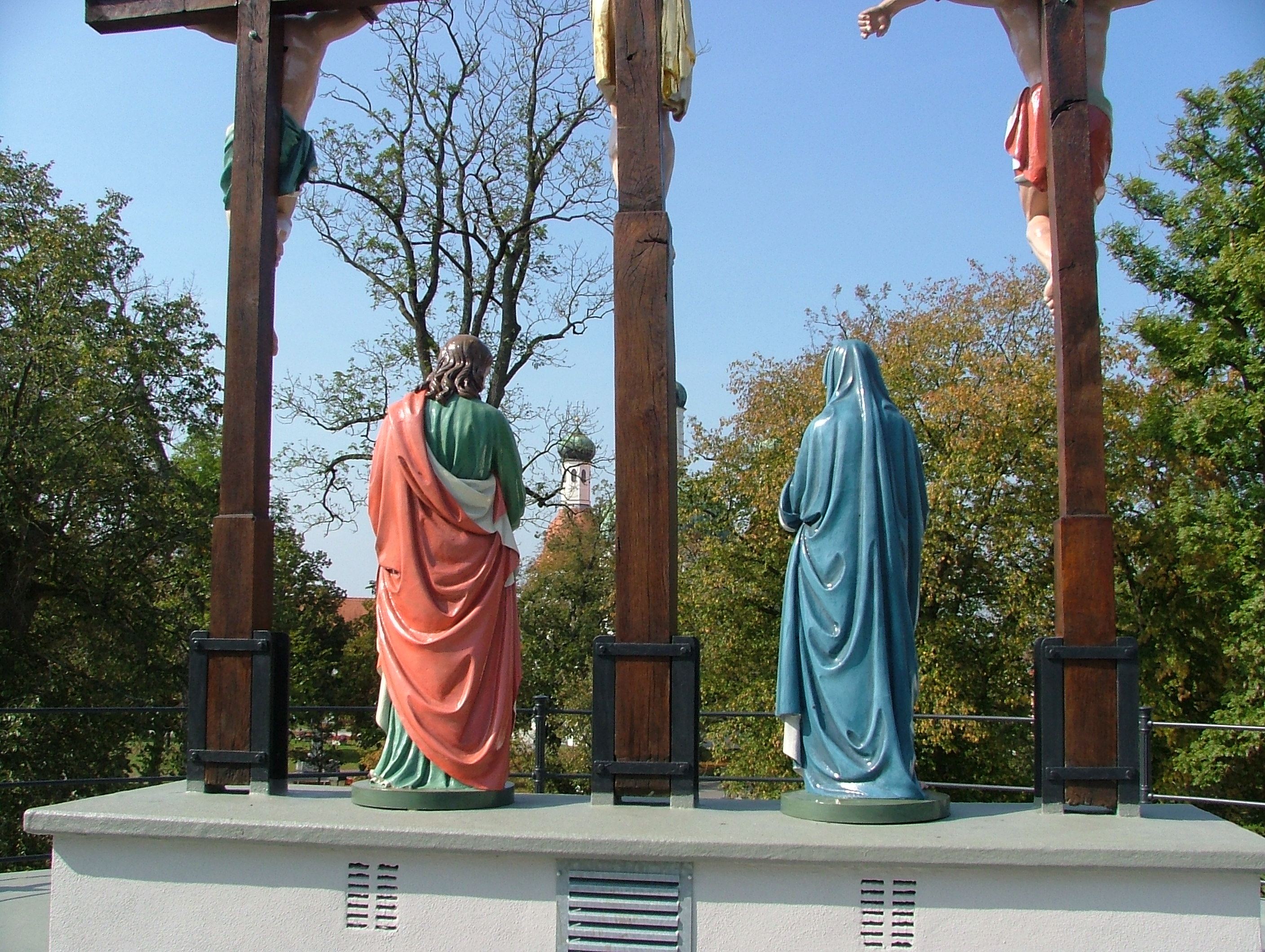
Auf der Plattform
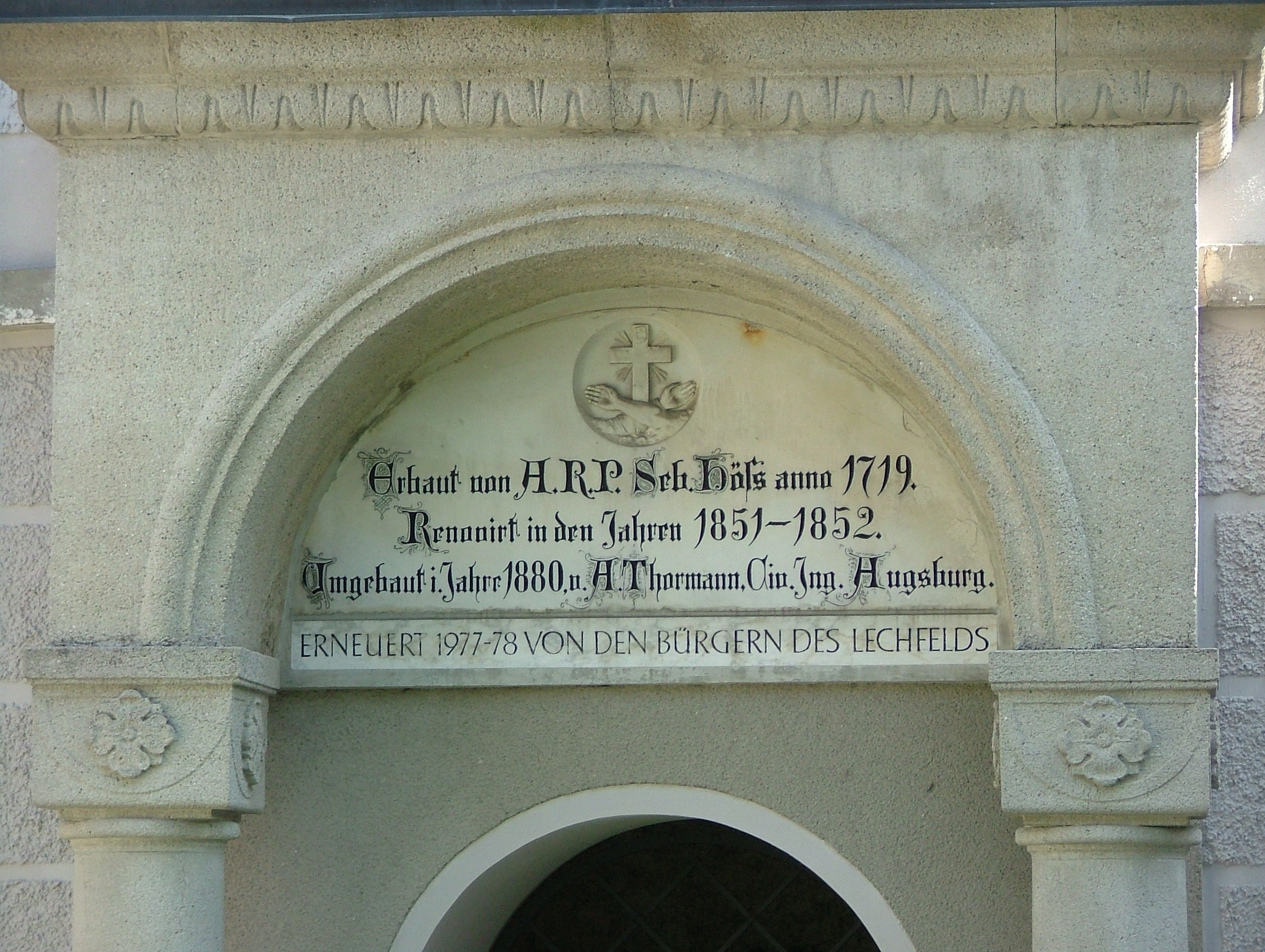
Eingang
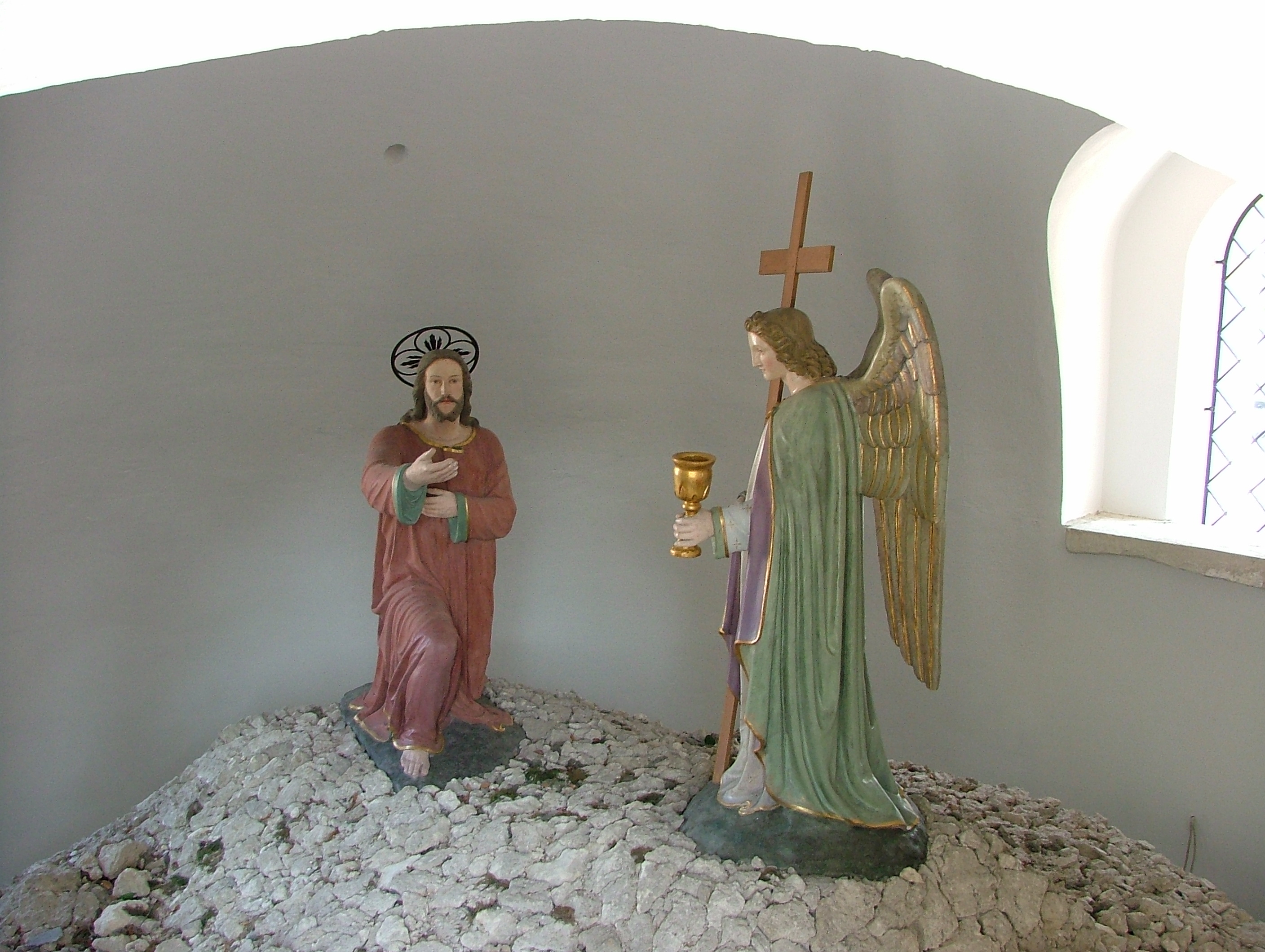
Ölbergszene